# Dominikanerkloster St. Paulus

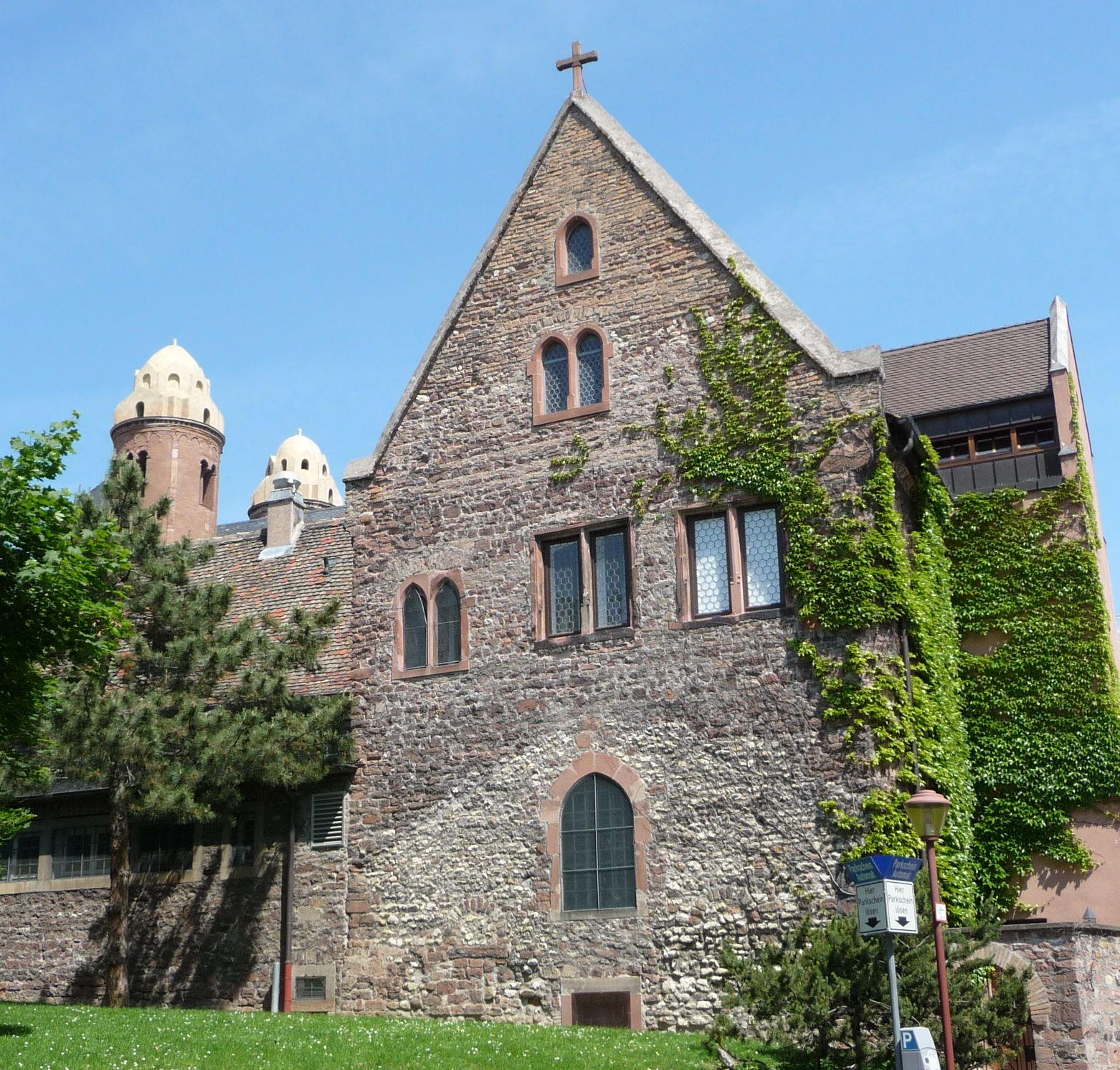
Dominikanerkloster – im Hintergrund die Türme von St. Paulus

Das Dominikanerkloster St. Paulus in Worms wurde 1929 gegründet und nutzte seitdem Kirche und angrenzende Gebäude des ehemaligen Stifts St. Paulus. Am Ostermontag 2024 verabschiedete sich der Konvent aus Worms. 

## Geschichte
Bereits von 1226 bis 1802 bestand in Worms ein Dominikanerkloster, das mit der Säkularisation aufgelöst wurde. 
In den 20er Jahren des 20. Jahrhunderts zeigten die Ordensprovinz Teutonia der Dominikaner Interesse, erneut eine Ordensniederlassung in Worms zu gründen. Das wurde 1925 umgesetzt. Die zuvor museal genutzte und nun renovierte St.-Paulus-Kirche erhielt einen aus der St.-Peter-Kirche in Herrnsheim hierher translozierten Altar und wurde am 16. Mai 1929 neu geweiht.
1933 bestand der Konvent aus 12 Mitgliedern. Als Quelle zur Geschichte des Ordens in der Zeit des Nationalsozialismus steht eine Chronik zur Verfügung. Die Arbeit der Dominikaner war generell eingeschränkt, da die Nationalsozialisten sie als „Sturmbataillone des Papsttums“, „militanten Arm der Kirche“ und als zu beseitigende weltanschauliche Gegner betrachteten. Die Reaktionen der Machthaber auf als oppositionell eingestufte öffentliche Äußerungen, insbesondere Predigten, waren kaum vorauszusehen: Während der Prior des Wormser Klosters mit einer Predigt gegen Aspekte der nationalsozialistischen Ideologie 1941 ohne irgendwelche Konsequenzen davon kam, wurde P. Constantius Wirtz 1935 nach einer Predigt in Schutzhaft genommen. Gleiches ereilte P. Leonhard Maurmann.
Kirche und Konventsgebäude wurden im Zweiten Weltkrieg bei mehreren Luftangriffen auf Worms beschädigt, die Kirche bei dem Luftangriff vom 21. Februar 1945 zerstört. Sie konnte erst ab 1947 wieder genutzt werden.
1965 bestand der Konvent aus 13 Mitgliedern – einer davon als Gast aus einem Schweizer Konvent, der in Heidelberg Theologie studierte. Die Zahl nahm aber in den nächsten Jahren immer weiter ab, so dass das Kloster vom Provinzkapitel 1988 als „domus formata“ eingestuft wurde, dem nun statt eines vom Konvent gewählten Priors ein vom Provinzial ernannter Superior vorstand. Es folgten eine bauliche Sanierung der Klausur und die Entscheidung, das Noviziat, die Ausbildung der Novizen für die gesamte Ordensprovinz Teutonia, vom Kloster Warburg, das geschlossen wurde, 1993 nach Worms zu verlegen. Die Ordensniederlassung wurde wieder zum Konvent erhoben, der nun sieben Mitglieder hatte. Auch 2002 hatte der Konvent sieben Angehörige, hinzu kamen vier Novizen. Ende 2023 waren es nur noch drei Konventsangehörige.
Die Ausbildung der Novizen wurde 2023 an den Dominikanerkonvent St. Maria in Vechta abgegeben. Anfang 2024 lebten im Wormser Konvent noch drei Mitglieder. Das Provinzialkapitel beschloss daraufhin das Kloster in Worms aufzugeben, auch weil die baulichen Voraussetzungen in der benachbarten Niederlassung des Ordens in Mainz günstiger waren. Am Ostermontag, den 1. April 2024 verabschiedeten sich die Dominikaner aus Worms.

## Aktivitäten
Die Klosterangehörigen sind an der St.-Paulus-Kirche durch Gottesdienste, Predigten und in der Seelsorge tätig. Außerhalb des Klosters sind sie seit 1997 in der Seelsorge im Klinikum der Stadt Worms und andere Einrichtungen und seit 1993 in der Gefängnisseelsorge in der Justizvollzugsanstalt Darmstadt in Darmstadt-Eberstadt tätig. Im Bereich des Kreuzgangs von St. Paulus finden kulturelle Veranstaltungen statt.